# SISBRACE
1. REDIRECIONAMENTO [[Sistema Brasileiro de Classificação de Estádios]